# Эутаксия
Эутаксия (лат. Eutaxia) — род растений семейства Бобовые (Fabaceae). Произрастают в Австралии, большинство — эндемики юго-западной ботанической провинции штата Западная Австралия, однако некоторые виды встречаются по всему австралийскому континенту.

## Виды
По информации базы данных The Plant List, род включает 8 видов:
- Eutaxia cuneata Meissner
- Eutaxia densifolia Turcz.
- Eutaxia epacridoides Meissner
- Eutaxia microphylla (R.Br.) J.M.Black
- Eutaxia myrtifolia R.Br.
- Eutaxia obovata Turcz.
- Eutaxia parvifolia Benth.
- Eutaxia virgata Benth.